# Jessy Dubai
Jessy Dubai (Messico, 12 novembre 1989) è un'attrice pornografica messicana naturalizzata statunitense, vincitrice del premio XBIZ come miglior attrice transessuale dell'anno 2016.

## Biografia
Nata in Messico nel novembre 1989 da una famiglia di origine del Messico e Colombia, in tenera età ha lasciato la sua famiglia per andare negli Stati Uniti, dove ha avuto inizio la terapia ormonale. All'età di 18 anni ha fatto le sue prime apparizioni in spettacoli su internet. Successivamente ha iniziato a lavorare come showgirl e drag queen in spettacoli burlesque. Ha debuttato nel settore del cinema per adulti nel novembre 2013. Ha lavorato con vari studi cinematografici per adulti come Devil's Film, Evil Angel, Kink e Trans500.

## Riconoscimenti
XBIZ Awards
- 2016 – attrice transessuale dell'anno[2]

Transgender Erotica Awards
- 2015 – Best Hardcore Performer[3]
- 2015 – Bob's T Girl Model of the Year[3]
- 2023 – Best Scene Threesome or Moresome per Bad Girls 4 Ever con Eva Maxim, Vanessa Vega e Jade Venus[4]